# Iveland
Iveland est une kommune de Norvège. Elle est située dans le comté d'Agder.